# Kepler-26b
Kepler-26b es un exoplaneta que orbita la estrella Kepler-26. Fue descubierto por el telescopio espacial Kepler, en 2012.